# Pterolophia insulana
Pterolophia insulana là một loài bọ cánh cứng trong họ Cerambycidae.